# Beneziphius
Beneziphius — вимерлий рід зифіїдних китоподібних, відомий від пізнього міоцену до пліоцену в морських відкладеннях Бельгії та рибних угіддях поблизу Іспанії. Назва роду вшановує П'єра-Жозефа ван Бенедена, який став першовідкривачем вивчення неогенових морських ссавців з Бельгії.

## Таксономія
Відомі два види: B. brevirostris і B. cetariensis. Beneziphius відрізняється від інших примітивних дзьобастих китів тим, що має анкілозовані потовщені передчелюстні кістки на спині, що покривають мезоростальну борозну на більшій частині її довжини. Два види Beneziphius відрізняються один від одного своїми розмірами, довжиною ростра, довжиною передщелепної кістки.